# Pecan Acres
Pecan Acres is een plaats (census-designated place) in de Amerikaanse staat Texas, en valt bestuurlijk gezien onder Tarrant County en Wise County.

## Demografie
Bij de volkstelling in 2000 werd het aantal inwoners vastgesteld op 2289.

## Geografie
Volgens het United States Census Bureau beslaat de plaats een oppervlakte van
55,1 km², waarvan 50,3 km² land en 4,8 km² water.

## Plaatsen in de nabije omgeving
De onderstaande figuur toont nabijgelegen plaatsen in een straal van 12 km rond Pecan Acres.